# Longchamp (Costa d'Or)
Longchamp és un municipi francès, situat al departament de la Costa d'Or i a la regió de Borgonya - Franc Comtat. L'any 2007 tenia 1.176 habitants.

## Demografia

### Població
El 2007 la població de fet de Longchamp era de 1.176 persones. Hi havia 408 famílies, de les quals 79 eren unipersonals (24 homes vivint sols i 55 dones vivint soles), 119 parelles sense fills, 182 parelles amb fills i 28 famílies monoparentals amb fills.
La població ha evolucionat segons el següent gràfic:
Habitants censats

### Habitatges
El 2007 hi havia 447 habitatges, 418 eren l'habitatge principal de la família, 12 eren segones residències i 17 estaven desocupats. 402 eren cases i 44 eren apartaments. Dels 418 habitatges principals, 343 estaven ocupats pels seus propietaris, 64 estaven llogats i ocupats pels llogaters i 11 estaven cedits a títol gratuït; 2 tenien una cambra, 12 en tenien dues, 53 en tenien tres, 118 en tenien quatre i 233 en tenien cinc o més. 371 habitatges disposaven pel capbaix d'una plaça de pàrquing. A 154 habitatges hi havia un automòbil i a 234 n'hi havia dos o més.

### Piràmide de població
La piràmide de població per edats i sexe el 2009 era:
| Homes | Edats   | Dones |
| ----- | ------- | ----- |
| 0     | 95 o +  | 0     |
| 0     | 90 a 94 | 4     |
| 0     | 85 a 89 | 20    |
| 8     | 80 a 84 | 8     |
| 8     | 75 a 79 | 8     |
| 28    | 70 a 74 | 12    |
| 16    | 65 a 69 | 24    |
| 16    | 60 a 64 | 24    |
| 16    | 55 a 59 | 28    |
| 36    | 50 a 54 | 32    |
| 40    | 45 a 49 | 24    |
| 20    | 40 a 44 | 36    |
| 76    | 35 a 39 | 24    |
| 28    | 30 a 34 | 48    |
| 28    | 25 a 29 | 24    |
| 36    | 20 a 24 | 24    |
| 20    | 15 a 19 | 40    |
| 32    | 10 a 14 | 28    |
| 44    | 5 a 9   | 40    |
| 28    | 0 a 4   | 16    |

## Economia
El 2007 la població en edat de treballar era de 780 persones, 574 eren actives i 206 eren inactives. De les 574 persones actives 511 estaven ocupades (278 homes i 233 dones) i 64 estaven aturades (27 homes i 37 dones). De les 206 persones inactives 65 estaven jubilades, 97 estaven estudiant i 44 estaven classificades com a «altres inactius».

### Ingressos
El 2009 a Longchamp hi havia 426 unitats fiscals que integraven 1.130 persones, la mediana anual d'ingressos fiscals per persona era de 18.600,5 €.

### Activitats econòmiques
Dels 24 establiments que hi havia el 2007, 2 eren d'empreses alimentàries, 3 d'empreses de fabricació d'altres productes industrials, 7 d'empreses de construcció, 2 d'empreses de comerç i reparació d'automòbils, 2 d'empreses d'hostatgeria i restauració, 2 d'empreses immobiliàries, 4 d'empreses de serveis, 1 d'una entitat de l'administració pública i 1 d'una empresa classificada com a «altres activitats de serveis».
Dels 8 establiments de servei als particulars que hi havia el 2009, 2 eren paletes, 2 guixaires pintors, 1 electricista, 1 perruqueria, 1 restaurant i 1 agència immobiliària.
Dels 3 establiments comercials que hi havia el 2009, 2 eren fleques i 1 una fleca.

## Equipaments sanitaris i escolars
El 2009 hi havia 1 escola maternal integrada dins d'un grup escolar amb les comunes properes formant una escola dispersa i 1 escola elemental integrada dins d'un grup escolar amb les comunes properes formant una escola dispersa. Longchamp disposava d'un liceu tecnològic amb 180 alumnes.

## Poblacions més properes
El següent diagrama mostra les poblacions més properes.